# Rūdbār (ort i Iran, Mazandaran)
Rūdbār (persiska: رودبار, Rūdbār Yakhkesh, رودبار يخكش) är en ort i Iran.   Den ligger i provinsen Mazandaran, i den norra delen av landet, 220 km öster om huvudstaden Teheran. Rūdbār ligger 666 meter över havet och antalet invånare är 158.
Terrängen runt Rūdbār är huvudsakligen kuperad, men norrut är den bergig. Runt Rūdbār är det ganska tätbefolkat, med 72 invånare per kvadratkilometer. Närmaste större samhälle är Behshahr, 13,4 km nordväst om Rūdbār. Trakten runt Rūdbār består till största delen av jordbruksmark.